# Melecjusz (Kumanis)
Melecjusz, imię świeckie Konstandinos Kumanis (ur. 1970 w Kalamata) – grecki duchowny prawosławny w jurysdykcji Patriarchatu Aleksandrii, od 2016 metropolita kartagiński.

## Życiorys
Święcenia diakonatu przyjął w 1996, a prezbiteratu w 2000. 5 grudnia 2014 otrzymał chirotonię biskupią ze stolicą tytularną w Naukratis. 17 listopada 2016 mianowany został metropolitą kartagińskim.